# 多摩川 (大田区)
多摩川（たまがわ）は、東京都大田区の町名。現行行政地名は多摩川一丁目および多摩川二丁目。住居表示実施区域。

## 地理
大田区の南部に位置する。町域北部は概ね環八通りを境に、大田区東矢口に接する。東部は大田区新蒲田に接する。南東部は大田区西六郷に接する。町域南部一帯は多摩川河川敷となり、多摩川を境に神奈川県川崎市幸区小向・古市場と接する。西部は第二京浜（国道1号）を境に大田区矢口に接する。多摩川沿いには旧堤通りが通っている。
町域内を東急多摩川線の線路や多摩堤通りが通っており、矢口渡駅が置かれている。また、駅周辺に商店などが見られるほかは、住工混在区域となっている。

### 地価
住宅地の地価は、2024年（令和6年）7月1日の地価調査によれば、多摩川2-18-6の地点で43万9000円/m2となっている。

## 世帯数と人口
2024年（令和6年）4月1日現在（東京都発表）の世帯数と人口は以下の通りである。
| 丁目         | 世帯数    | 人口     |
| ------------ | --------- | -------- |
| 多摩川一丁目 | 3,165世帯 | 4,993人  |
| 多摩川二丁目 | 4,212世帯 | 8,224人  |
| 計           | 7,377世帯 | 13,217人 |

### 人口の変遷
国勢調査による人口の推移。
| 年                 | 人口   |
| ------------------ | ------ |
| 1995年（平成7年）  | 10,575 |
| 2000年（平成12年） | 12,468 |
| 2005年（平成17年） | 12,078 |
| 2010年（平成22年） | 12,855 |
| 2015年（平成27年） | 13,103 |
| 2020年（令和2年）  | 13,593 |

### 世帯数の変遷
国勢調査による世帯数の推移。
| 年                 | 世帯数 |
| ------------------ | ------ |
| 1995年（平成7年）  | 4,486  |
| 2000年（平成12年） | 5,446  |
| 2005年（平成17年） | 5,408  |
| 2010年（平成22年） | 6,105  |
| 2015年（平成27年） | 6,505  |
| 2020年（令和2年）  | 7,034  |

## 学区
区立小・中学校に通う場合、学区は以下の通りとなる（2023年3月時点）。
| 丁目         | 番地                     | 小学校               | 中学校             |
| ------------ | ------------------------ | -------------------- | ------------------ |
| 多摩川一丁目 | 2番の一部 3番            | 大田区立矢口東小学校 | 大田区立安方中学校 |
| 多摩川一丁目 | 1番 2番の一部 4〜36番    | 大田区立矢口小学校   | 大田区立安方中学校 |
| 多摩川二丁目 | 3〜9番 12〜20番 25〜30番 | 大田区立矢口小学校   | 大田区立安方中学校 |
| 多摩川二丁目 | 1〜2番 10〜11番 21〜24番 | 大田区立道塚小学校   | 大田区立御園中学校 |

## 事業所
2021年（令和3年）現在の経済センサス調査による事業所数と従業員数は以下の通りである。
| 丁目         | 事業所数  | 従業員数 |
| ------------ | --------- | -------- |
| 多摩川一丁目 | 285事業所 | 2,237人  |
| 多摩川二丁目 | 206事業所 | 2,777人  |
| 計           | 491事業所 | 5,014人  |

### 事業者数の変遷
経済センサスによる事業所数の推移。
| 年                 | 事業者数 |
| ------------------ | -------- |
| 2016年（平成28年） | 515      |
| 2021年（令和3年）  | 491      |

### 従業員数の変遷
経済センサスによる従業員数の推移。
| 年                 | 従業員数 |
| ------------------ | -------- |
| 2016年（平成28年） | 4,340    |
| 2021年（令和3年）  | 5,014    |

## 交通

### 鉄道
町域北部に東急多摩川線矢口渡駅がある。

### バス
- 東急バス<反01>系統（五反田駅⇔川崎駅ラゾーナ広場）- 町域西端の第二京浜に二つの停留所がある。
- 東急バス<蒲12>系統（蒲田駅⇔田園調布駅） - 町域の北西部に二つの停留所がある。

## 施設

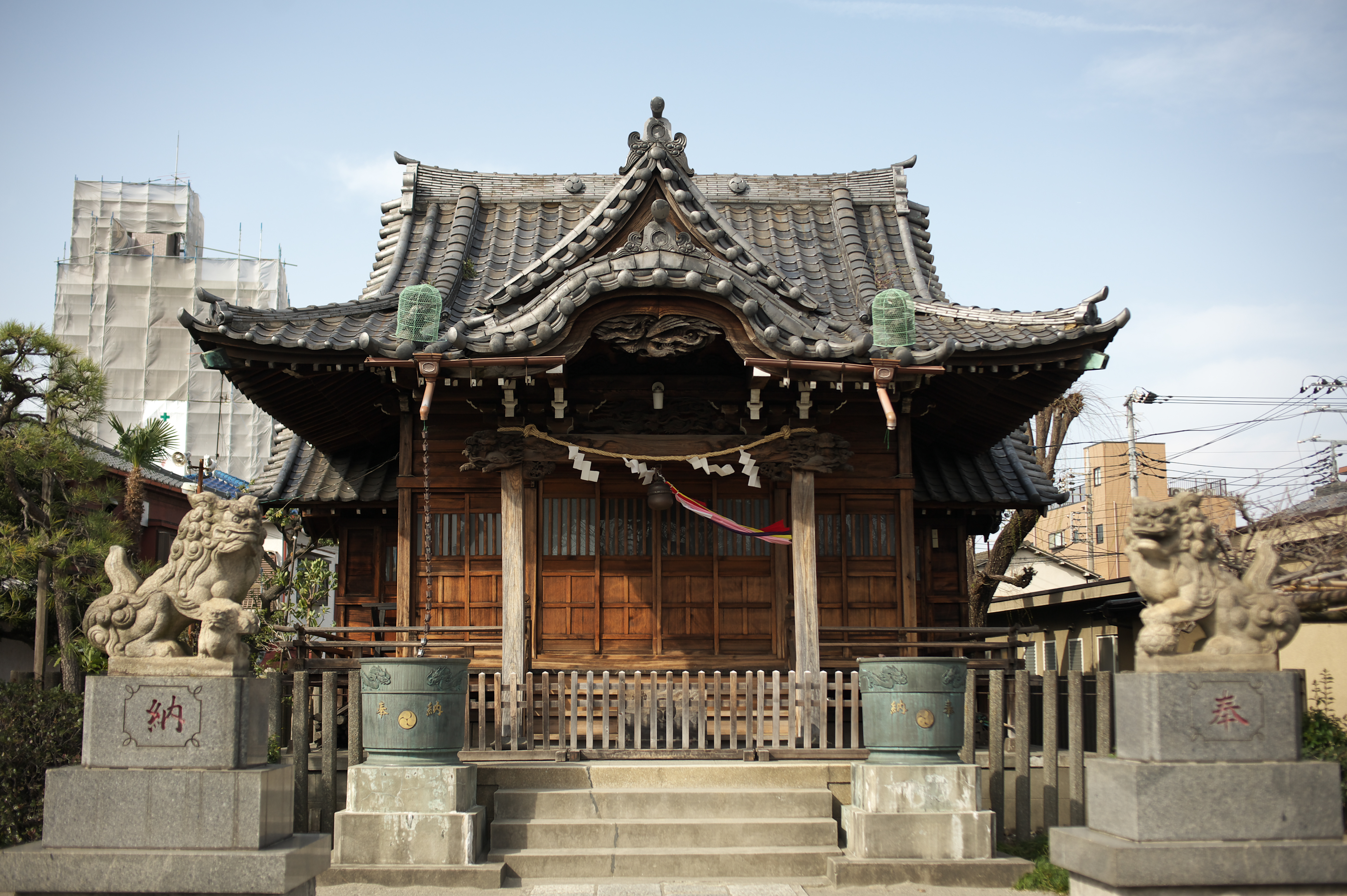
安方神社（2010年3月13日）

### 公共
- 東京消防庁矢口消防署

### 教育
- 大田区立矢口小学校[16]

### 医療・福祉
- OCFC病児保育室うさぎのママ
- OCFC児童発達支援うさぎの学校（児童発達支援事業所）
- 発達支援トモノエ矢口渡教室（放課後等デイサービス）
- 大田区立多摩川児童館

### 文化・スポーツ
- 大田区立多摩川図書館
- エニタイムフィットネス 矢口渡店
- スマートフィット100 矢口渡店
- chocoZAP 多摩川一丁目店・多摩川二丁目店

### 寺社
- 真言宗智山派遍照院
- 真言宗智山派東福寺
- 安方神社
- 多摩川諏訪神社

### 企業
- 日本道路 技術研究所・城南営業所
- 倉本計器精工所
- TKR

### 大規模集合住宅
- 多摩川芙蓉ハイツ（398戸）
- トミンタワー多摩川二丁目（393戸）・トミンハイム多摩川二丁目（82戸）

## その他

### 日本郵便
- 郵便番号 : 146-0095[2]（集配局 : 千鳥郵便局[17]）。